# 易王
易王（えきおう、生年不詳 - 紀元前321年）は、戦国時代の燕の君主。諱は脮。文公の子。太子となり、秦の恵文王の公女を妃に迎えた。紀元前333年、文公が死去すると、後を嗣いで即位した。紀元前323年、王を称した。紀元前321年、死去した。